# Fontana delle Api

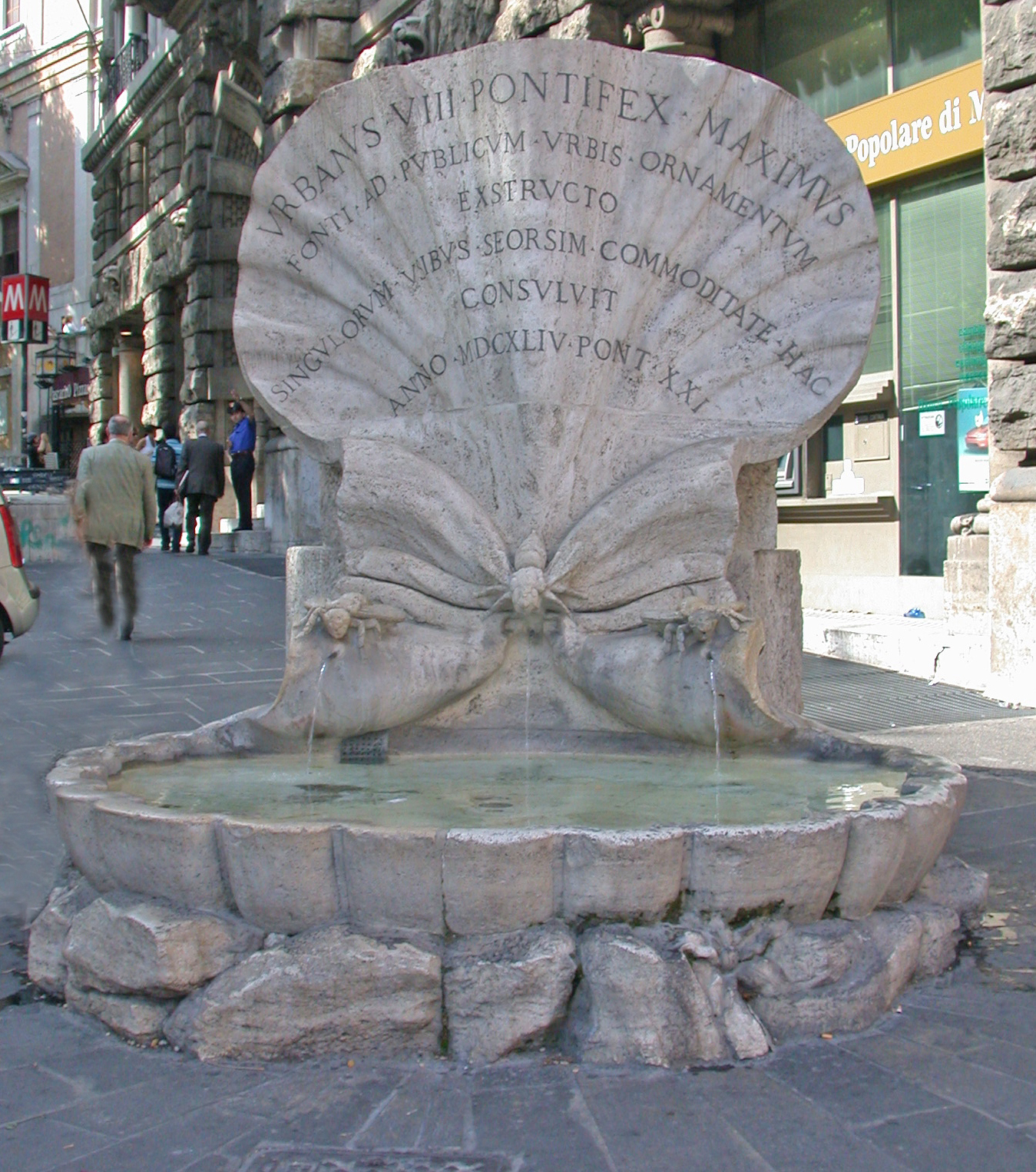
Fontana delle Api.

De Fontana delle Api is een kleine fontein op het Piazza Barberini in Rome. Hij werd in 1644 gebouwd door Gian Lorenzo Bernini.
Deze fontein is een bescheiden werk van Bernini en werd gebouwd als eerbetoon aan paus Urbanus VIII.
De fontein bestaat uit krabachtige bijen, die van het water lijken te drinken. Het water stroomt een bassin in, boven het bassin staat een opschrift dat vermeldt dat het water voor de mensen en hun dieren is.
Het opschrift is:
VRBANVS VIII PONTIFEX MAXIMVS

FONTI AD PVBLICVM VRBIS ORNAMENTVM

EXSTRVCTO

SINGVLORVM VSIBVS SEORSIM COMMODITATE HAC

CONSVLVIT

ANNO MDCXLIV PONT XXI